# Список лідерів кінопрокату України 2019
Список лідерів кінопрокату України 2019 містить анотоване перерахування лідерів бокс-офісу України для фільмів, що вперше вийшли в український кінопрокат протягом календарного року 2019 та які за всю свою прокатну історію в Україні зібрали суму у понад $1 млн. 
Список включає збори, зароблені фільмами під-час продажу квитків у кінотеатрах; прибуток від VHS/DVD/Blu-Ray/Video-on-demand, показу на ТБ тощо не враховується. Суми вказуються у доларах США і не враховують інфляцію. Якщо не вказано іншого джерела, суми касових зборів наведені за даними сайту Box Office Mojo.

## Список найкасовіших фільмів в Україні (без урахування інфляції)
Цифри наведені в доларах США (USD).
| #  | Назва фільму                             | Країна               | Збори в Україні, $ |
| -- | ---------------------------------------- | -------------------- | ------------------ |
| 1  | Месники: Завершення                      | США                  | 5 971 461          |
| 2  | Король Лев                               | США                  | 5 288 680          |
| 3  | Джуманджі: Наступний рівень              | США                  | 4 245 411          |
| 4  | Джокер                                   | США                  | 4 164 805          |
| 5  | Крижане серце 2                          | США                  | 3 839 210          |
| 6  | Чаклунка: Повелителька темряви           | США                  | 3 802 088          |
| 7  | Форсаж: Гоббс та Шоу                     | США                  | 3 102 292          |
| 8  | Капітан Марвел                           | США                  | 3 099 205          |
| 9  | Секрети домашніх тварин 2                | США                  | 3 014 632          |
| 10 | Як приборкати дракона 3: Прихований світ | США                  | 2 753 186          |
| 11 | Одного разу в Голлівуді                  | США, Велика Британія | 2 565 479          |
| 12 | Людина-павук: Далеко від дому            | США                  | 2 540 145          |
| 13 | Форд проти Феррарі                       | США                  | 2 150 788          |
| 14 | Воно 2                                   | США                  | 2 044 584          |
| 15 | Зоряні війни: Скайвокер. Сходження       | США                  | 2 038 354          |
| 16 | Аладдін                                  | США                  | 2 026 313          |
| 17 | Родина Адамсів                           | США                  | 2 005 743          |
| 18 | Люди в чорному: Інтернешнл               | США                  | 1 889 429          |
| 19 | Аліта: Бойовий ангел                     | США                  | 1 822 881          |
| 20 | Скажене весілля 2                        | Україна              | 1 654 040          |
| 21 | Термінатор: Фатум                        | США                  | 1 579 641          |
| 22 | Захар Беркут                             | США, Україна         | 1 493 129          |
| 23 | Шазам!                                   | США                  | 1 441 005          |
| 24 | Шахрайки (фільм)                         | США                  | 1 426 902          |
| 25 | Двійник                                  | США                  | 1 397 301          |
| 26 | Скло                                     | США                  | 1 393 193          |
| 27 | Покемон детектив Пікачу                  | США, Японія          | 1 348 610          |
| 28 | Angry Birds у кіно 2                     | США                  | 1 315 777          |
| 29 | Шпигуни під прикриттям                   | США                  | 1 255 669          |
| 30 | До зірок                                 | США                  | 1 216 294          |
| 31 | Єті                                      | США                  | 1 143 120          |
| 32 | Ножі наголо                              | США                  | 1 119 045          |
| 33 | Смертельний лабіринт                     | США                  | 1 053 929          |
| 34 | Джон Уік 3                               | США                  | 1 028 613          |